# Mescal (Arizona)
Mescal – jednostka osadnicza w Stanach Zjednoczonych, w stanie Arizona, w hrabstwie Cochise.